# Смирение (филм, 1958)
„Смирение“ (на хинди: लाजवंती) е индийски драматичен филм на хинди от 1958 година.

## Сюжет
След като е несправедливо обвинена от съпруга си, че има любовна афера и изгонена от дома им, една честна и любяща жена е принудена да изостави детето си. Когато в крайна сметка майката и детето се събират отново, жената е изправена пред трудната битка да възвърне любовта на дъщеря си...

## В ролите
- Наргис Дут като госпожа Кавита Кумар
- Балрадж Сахни като господин Нирмал Кумар
- Кумари Нааз като Рену, дъщерята на семейство Кумар
- Радхакришан като господин Пяре Мохан
- Манорама като госпожа Годабри Мохан
- Мумтаз Бегум като Джамуна
- Леела Мишра като сестрата на Нирмал

## Награди и номинации
- Сертификат за заслуги за развитието на хиндуисткото кино от „Националните филмови награди на Индия“ през 1958 година.
- Номинация за Златна палма за най-добър филм от Международния кинофестивал в Кан, Франция през 1959 година.[2]